# Louis Neefs
Ludwig Adèle Maria Jozef Neefs, detto Louis (Gierle, 8 agosto 1937 – Lier, 25 dicembre 1980), è stato un cantante belga.
Ha rappresentato il Belgio all'Eurovision Song Contest 1967 e all'Eurovision Song Contest 1969. È rimasto vittima di un incidente stradale all'età di 43 anni.